# Buck Rogers (serial cinematografico)
Buck Rogers è un serial cinematografico del 1939 diretto da Ford Beebe e Saul A. Goodkind.
Prodotto dalla Universal Pictures, il soggetto del film si basa sulla striscia a fumetti creata da Dick Calkins che ha come protagonista il personaggio di Buck Rogers, creato da Philip Francis Nowlan. Sia il fumetto che il romanzo erano stati pubblicati per la prima volta nel 1928 a distanza di pochi mesi l'uno dall'altro.
Il serial del 1939 fu adattato in film nel 1953 dal titolo Planet Outlaws.

## Trama
Buck Rogers è un ex pilota dell'aviazione statunitense. Il nostro acquista dei superpoteri dopo essere stato costretto, in uno stato di semi-ibernazione per un periodo di 500 anni, in una grotta ove ha inalato del gas radioattivo. Egli si risveglia, quindi, nel XXV secolo in un mondo futuro che, dapprima, lo spiazza: astronavi, raggi laser ecc.
Anche nel futuro, Buck torna a fare quello che sapeva fare meglio e cioè il pilota, ma questa volta di astronavi. Le sue avventure, in cui è affiancato dalla bella Wilma Deering e dal dottor Elias Huer, lo vedono opposto al perfido Killer Kane, un imperatore mongolo col preciso intento di conquistare la Terra in combutta con la Principessa Ardala.

## Distribuzione
Questo serial in pratica costituiva un film esteso ed era costituito da 12 episodi (di circa 20 minuti), ognuno dei quali veniva proiettato per una settimana nello stesso cinema. La conclusione di ogni episodio era caratterizzata dal cliffhanger, ovvero dal finale aperto, in sospeso, questo ovviamente per invitare il pubblico ad andare al cinema anche la settimana successiva.
Il serial del 1939 fu adattato in film nel 1953 dal titolo Planet Outlaws. La pellicola è entrata nel pubblico dominio negli Stati Uniti.

## Capitoli
1. "Tomorrow's World"
2. "Tragedy on Saturn"
3. "The Enemy's Stronghold"
4. "The Sky Patrol"
5. "The Phantom Plane"
6. "The Unknown Command"
7. "Primitive Urge"
8. "Revolt of the Zuggs"
9. "Bodies Without Minds"
10. "Broken Barriers"
11. "A Prince in Bondage"
12. "War of the Planets"